# Mur d'Anastase

Carte situant le mur d'Anastase reliant la mer de Marmara à la Mer Noire.

Le mur d'Anastase (en grec ancien, Ἀναστάσειο Τείχος / Anastáseio Teíchos ; en turc Anastasius Suru) ou les Longs murs de Thrace (Μακρά Τείχη τὴς Θράκης / Makrá Teíchos tês Thrákês ; en turc Uzun Duvar) est une ancienne fortification de pierres et de mottes bâtie par les Byzantins au Ve siècle et située à 65 kilomètres à l'ouest de Constantinople, devenue Istanbul, mille ans plus tard, dans l'actuelle Turquie.
À l'origine long de 56 kilomètres de long, ce grand mur de défense s'étend à travers la Thrace d'Evcik İskelesi depuis la mer Noire au nord à la côte de la mer de Marmara, à 6 kilomètres à l'ouest de Silivri (l'antique Selymbria). Ce mur faisait partie d'un système de défense extérieur de Constantinople, capitale de l'Empire romain d'Orient, et fut probablement utilisé jusqu'au VIIe siècle.
Ce mur doit son nom à l'empereur Anastase Ier (491-518). Toutefois, il est prouvé que les fortifications existaient déjà en 469 durant le règne de Léon Ier (457-474) et en 478, à l'époque de l'empereur Zénon (476-491). Il fut maintenu et remis en service par Anastase entre 507 et 512.
Le mur avait une épaisseur de 3,30 m  et dépassait les 5 mètres de haut. Muni de tours, de portes, de forts et de fossés et d'une route militaire, il servait à protéger à l'ouest la capitale Constantinople des incursions des Huns, des Slaves et des Bulgares. Un castrum rectangulaire de 250 mètres sur 300 était également situé dans la partie centrale du mur.
Le mur avait une efficacité limitée, en raison de la longueur de l'édifice qui en rendait difficile la défense par une garnison limitée, et les Barbares le franchirent à de multiples reprises, comme en 559, lorsque le chef hun Zabergan attaqua Constantinople. Par ailleurs, sa construction en hâte ne l'avait pas rendu suffisamment solide.
Il tomba en ruines après son abandon au VIIe siècle, du fait de la difficulté d'en assurer le fonctionnement et la réparation. Au fil des siècles, les pierres de plus de la moitié de la longueur totale du mur furent réutilisées pour bâtir les maisons de la région. Il est mieux conservé et reste visible encore aujourd'hui dans les régions forestières du secteur nord.
Le mur d'Anastase, exemple particulièrement méconnu de fortification monumentale linéaire, datant de l'Antiquité en Europe continentale, est comparable seulement au mur d'Hadrien (122), bâti en Angleterre du nord, pour sa complexité.

## Source
- (en) Cet article est partiellement ou en totalité issu de l’article de Wikipédia en anglais intitulé « Anastasian Wall » (voir la liste des auteurs).